# Elassodiscus
Elassodiscus is een geslacht van straalvinnige vissen uit de familie van slakdolven (Liparidae).

## Soorten
- Elassodiscus caudatus (Gilbert, 1915)
- Elassodiscus obscurus Pitruk & Fedorov, 1993
- Elassodiscus tremebundus Gilbert & Burke, 1912